# 丰特吉纳尔多
丰特吉纳尔多，是西班牙卡斯蒂利亚-莱昂萨拉曼卡省的一个市镇。 总面积102平方公里，总人口881人（2001年），人口密度9人/平方公里。